# إريك روبرسون
إريك روبرسون (بالإنجليزية: Eric Roberson) هو مغن مؤلف أمريكي، ولد في 25 سبتمبر 1976 في راهواي في الولايات المتحدة.

## وصلات خارجية
- الموقع الرسمي
- إريك روبرسون على موقع IMDb (الإنجليزية)
- إريك روبرسون على موقع ميوزك برينز (الإنجليزية)
- إريك روبرسون على موقع ميوزك برينز (الإنجليزية)
- إريك روبرسون على موقع ديسكوغز (الإنجليزية)
- إريك روبرسون على موقع ديسكوغز (الإنجليزية)